# Вишнёвка (Фомино-Свечниковское сельское поселение)
Вишнёвка — хутор в Кашарском районе Ростовской области России.
Административный центр Фомино-Свечниковского сельского поселения.

## География

### Улицы
- ул. Береговая,
- ул. Восточная,
- ул. Зелёная,
- ул. Луговая,
- ул. Мира,
- ул. Молодёжная,
- ул. Центральная.

## История
До 1917 года находился в Донецком округе ОВД. В 1925 году значился в Россошанском с/с Кашарского района Донецкого округа Северо-Кавказского края. Ныне административный центр Фомино-Свечниковского сельского поселения Кашарского района Ростовской области.

## Население
| 2010 |
| ---- |
| 407  |